# ISO 3166-2:BR

Bundesstaaten in Brasilien

Die Liste der ISO-3166-2-Codes für  Brasilien enthält die Codes für die 26 brasilianischen Bundesstaaten und den Bundesdistrikt.

Die Codes bestehen aus zwei Teilen, die durch einen Bindestrich voneinander getrennt sind. Der erste Teil gibt den Landescode gemäß ISO 3166-1 (für  Brasilien BR), der zweite den Code für den Bundesstaat bzw. den Bundesdistrikt wieder.
Die aktuellen Codes stehen auf der Seite der ISO unter #iso:code:3166:BR zur Verfügung.

| Bundesstaat         | Code  |
| ------------------- | ----- |
| Acre                | BR-AC |
| Alagoas             | BR-AL |
| Amazonas            | BR-AM |
| Amapá               | BR-AP |
| Bahia               | BR-BA |
| Ceará               | BR-CE |
| Distrito Federal    | BR-DF |
| Espírito Santo      | BR-ES |
| Goiás               | BR-GO |
| Maranhão            | BR-MA |
| Minas Gerais        | BR-MG |
| Mato Grosso do Sul  | BR-MS |
| Mato Grosso         | BR-MT |
| Pará                | BR-PA |
| Paraíba             | BR-PB |
| Pernambuco          | BR-PE |
| Piauí               | BR-PI |
| Paraná              | BR-PR |
| Rio de Janeiro      | BR-RJ |
| Rio Grande do Norte | BR-RN |
| Rondônia            | BR-RO |
| Roraima             | BR-RR |
| Rio Grande do Sul   | BR-RS |
| Santa Catarina      | BR-SC |
| Sergipe             | BR-SE |
| São Paulo           | BR-SP |
| Tocantins           | BR-TO |